# Чаппаква (Нью-Йорк)
Чаппаква (англ. Chappaqua) — переписна місцевість (CDP) в США, в окрузі Вестчестер штату Нью-Йорк. Населення — 2598 осіб (2020).

## Географія
Чаппаква розташована за координатами 41°9′37″ пн. ш. 73°46′2″ зх. д. / 41.16028° пн. ш. 73.76722° зх. д. (41.160201, -73.767093).  За даними Бюро перепису населення США в 2010 році переписна місцевість мала площу 1,17 км², уся площа — суходіл.

### Клімат
| Клімат : Чаппаква       | Клімат : Чаппаква | Клімат : Чаппаква | Клімат : Чаппаква | Клімат : Чаппаква | Клімат : Чаппаква | Клімат : Чаппаква | Клімат : Чаппаква | Клімат : Чаппаква | Клімат : Чаппаква | Клімат : Чаппаква | Клімат : Чаппаква | Клімат : Чаппаква | Клімат : Чаппаква |
| Показник                | Січ.              | Лют.              | Бер.              | Квіт.             | Трав.             | Черв.             | Лип.              | Серп.             | Вер.              | Жовт.             | Лист.             | Груд.             | Рік               |
| Абсолютний максимум, °C | 19,4              | 22,8              | 29,4              | 35,0              | 34,4              | 34,4              | 38,3              | 37,8              | 35,0              | 30,6              | 26,1              | 22,8              | 38,3              |
| Середній максимум, °C   | 1,1               | 2,8               | 7,8               | 14,4              | 20,6              | 25,0              | 27,8              | 26,7              | 22,8              | 16,7              | 10,0              | 3,9               | 15,0              |
| Середній мінімум, °C    | −7,8              | −7,2              | −2,2              | 3,3               | 9,4               | 14,4              | 17,2              | 16,1              | 11,7              | 5,6               | 1,1               | −4,4              | 4,8               |
| Абсолютний мінімум, °C  | −26,1             | −23,3             | −17,8             | −10               | −1,1              | 3,3               | 7,8               | 3,9               | 0,0               | −6,7              | −11,7             | −22,8             | −26,1             |
| Норма опадів, мм        | 103               | 78                | 107               | 112               | 123               | 107               | 118               | 116               | 121               | 104               | 115               | 97                | 1299              |
| ----------------------- | ----------------- | ----------------- | ----------------- | ----------------- | ----------------- | ----------------- | ----------------- | ----------------- | ----------------- | ----------------- | ----------------- | ----------------- | ----------------- |
| Джерело:                |                   |                   |                   |                   |                   |                   |                   |                   |                   |                   |                   |                   |                   |

## Демографія
Згідно з переписом 2010 року, у переписній місцевості мешкало 1436 осіб у 566 домогосподарствах у складі 401 родини. Густота населення становила 1232 особи/км².  Було 594 помешкання (510/км²).
Расовий склад населення:
| - 81,7 % — білих - 12,5 % — азіатів - 1,9 % — чорних або афроамериканців |

До двох чи більше рас належало 3,1 %. Частка іспаномовних становила 7,8 % від усіх жителів.
За віковим діапазоном населення розподілялося таким чином: 26,5 % — особи молодші 18 років, 61,5 % — особи у віці 18—64 років, 12,0 % — особи у віці 65 років та старші. Медіана віку мешканця становила 44,0 року. На 100 осіб жіночої статі у переписній місцевості припадало 88,2 чоловіків;  на 100 жінок у віці від 18 років та старших — 85,7 чоловіків також старших 18 років.
Середній дохід на одне домашнє господарство  становив 148 443 долари США (медіана — 113 300), а середній дохід на одну сім'ю — 169 754 долари (медіана — 129 375). Медіана доходів становила 160 602 долари для чоловіків та 49 107 доларів для жінок. За межею бідності перебувало 3,3 % осіб, у тому числі 5,5 % дітей у віці до 18 років та 0,0 % осіб у віці 65 років та старших.
Цивільне працевлаштоване населення становило 670 осіб. Основні галузі зайнятості: освіта, охорона здоров'я та соціальна допомога — 27,6 %, мистецтво, розваги та відпочинок — 15,8 %, фінанси, страхування та нерухомість — 14,0 %.